# Pszczołowate

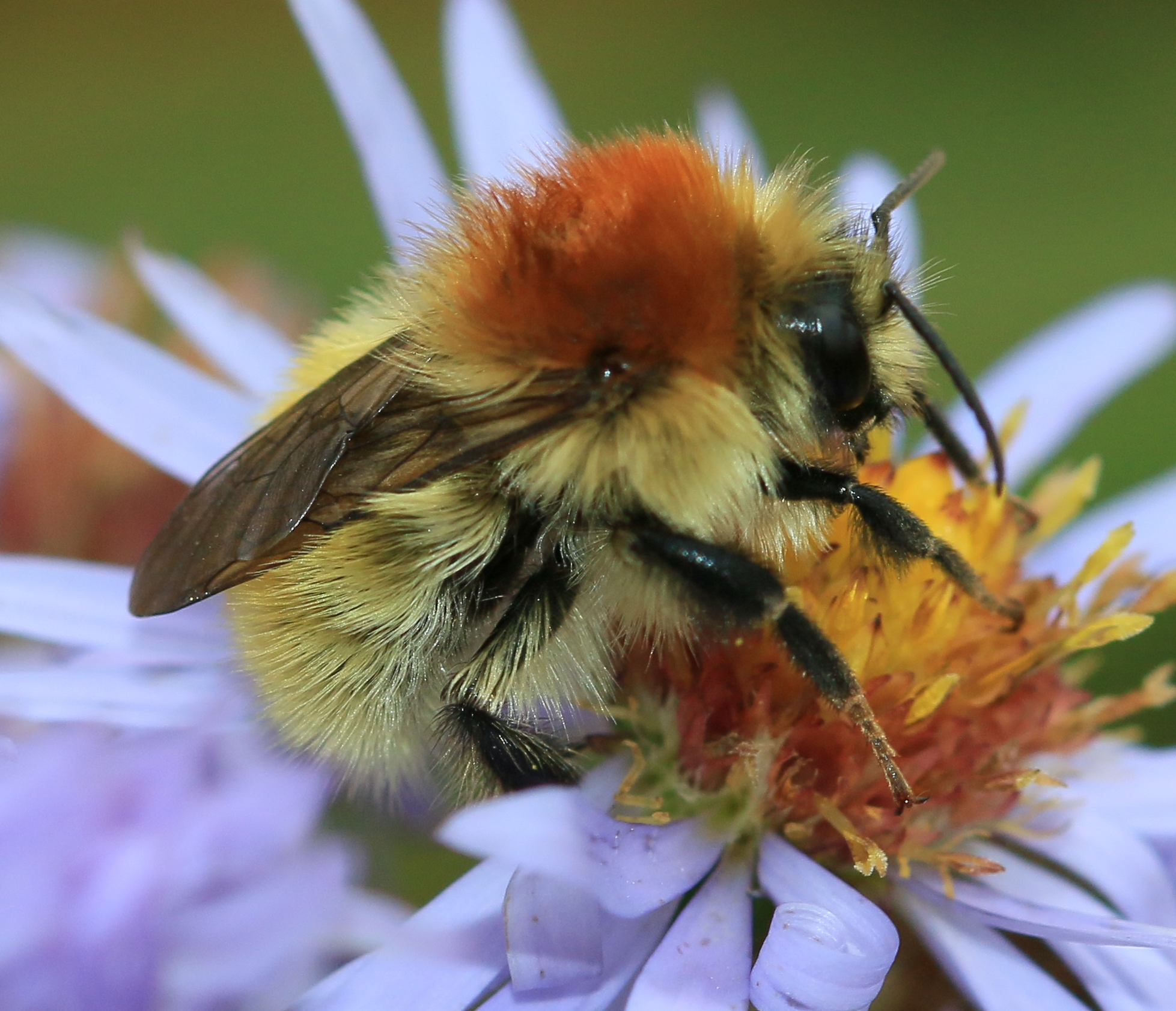
Trzmiel żółty

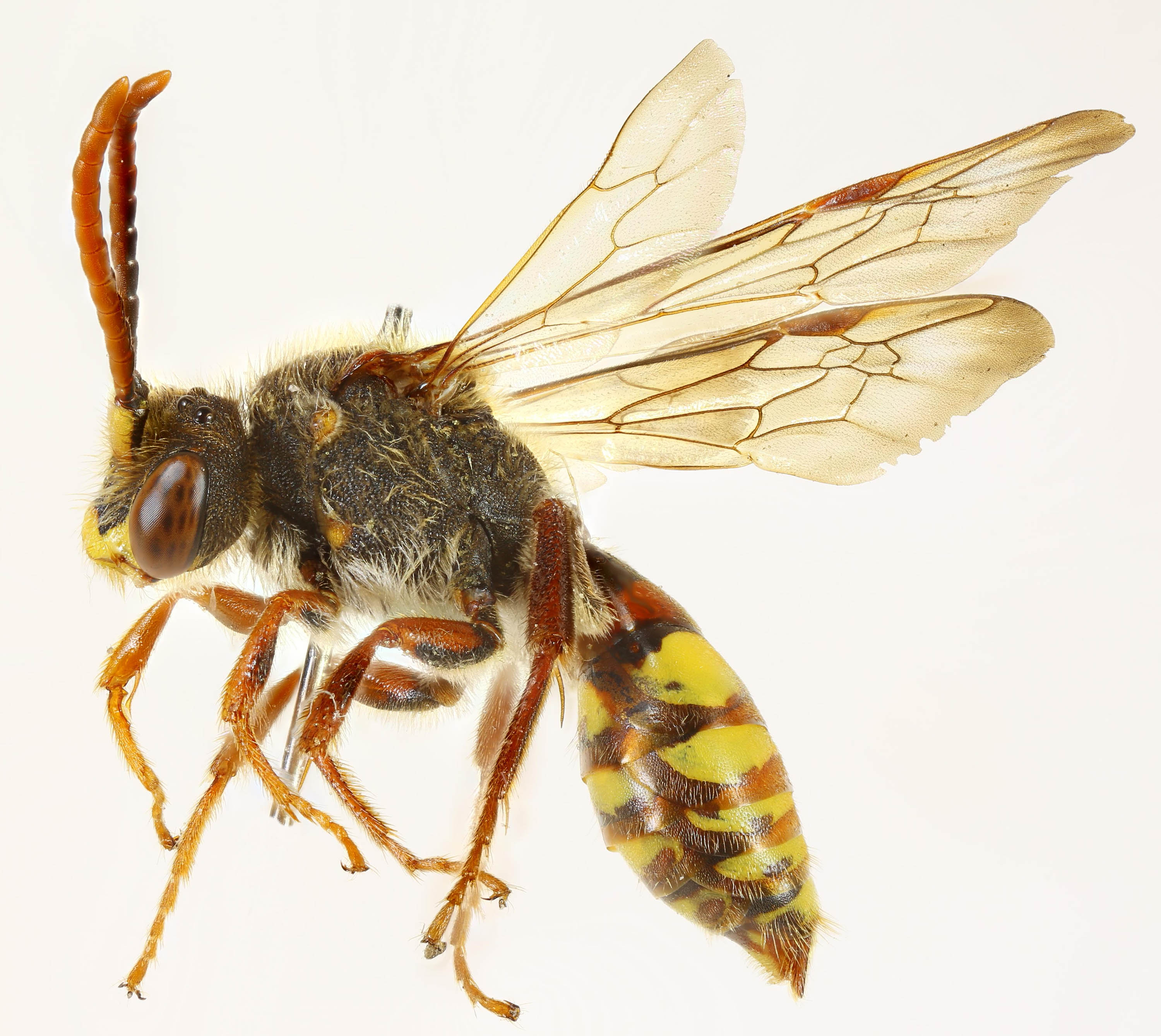
Samiec koczownicy żółtej

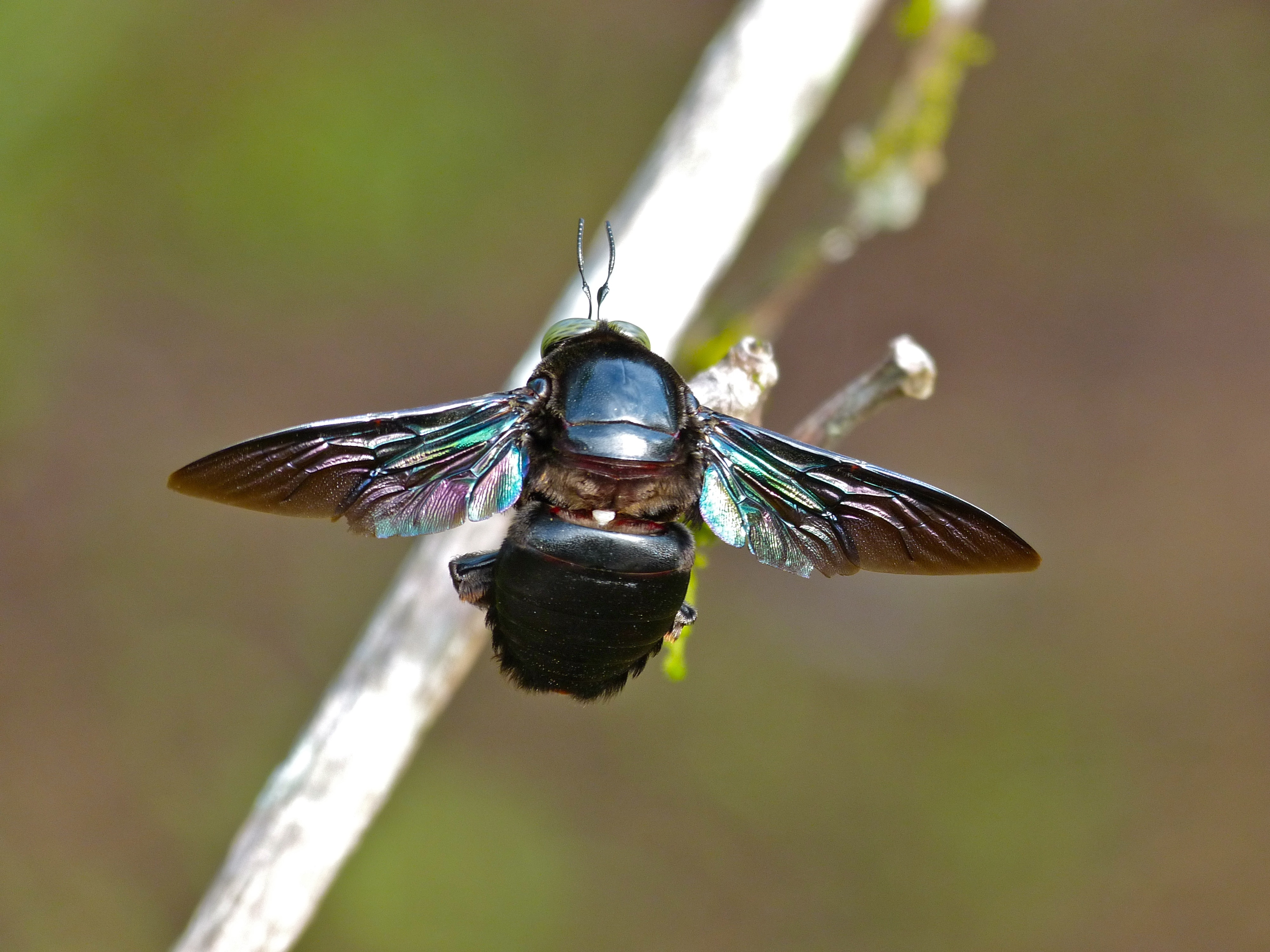
Zadrzechnia Xylocopa latipes

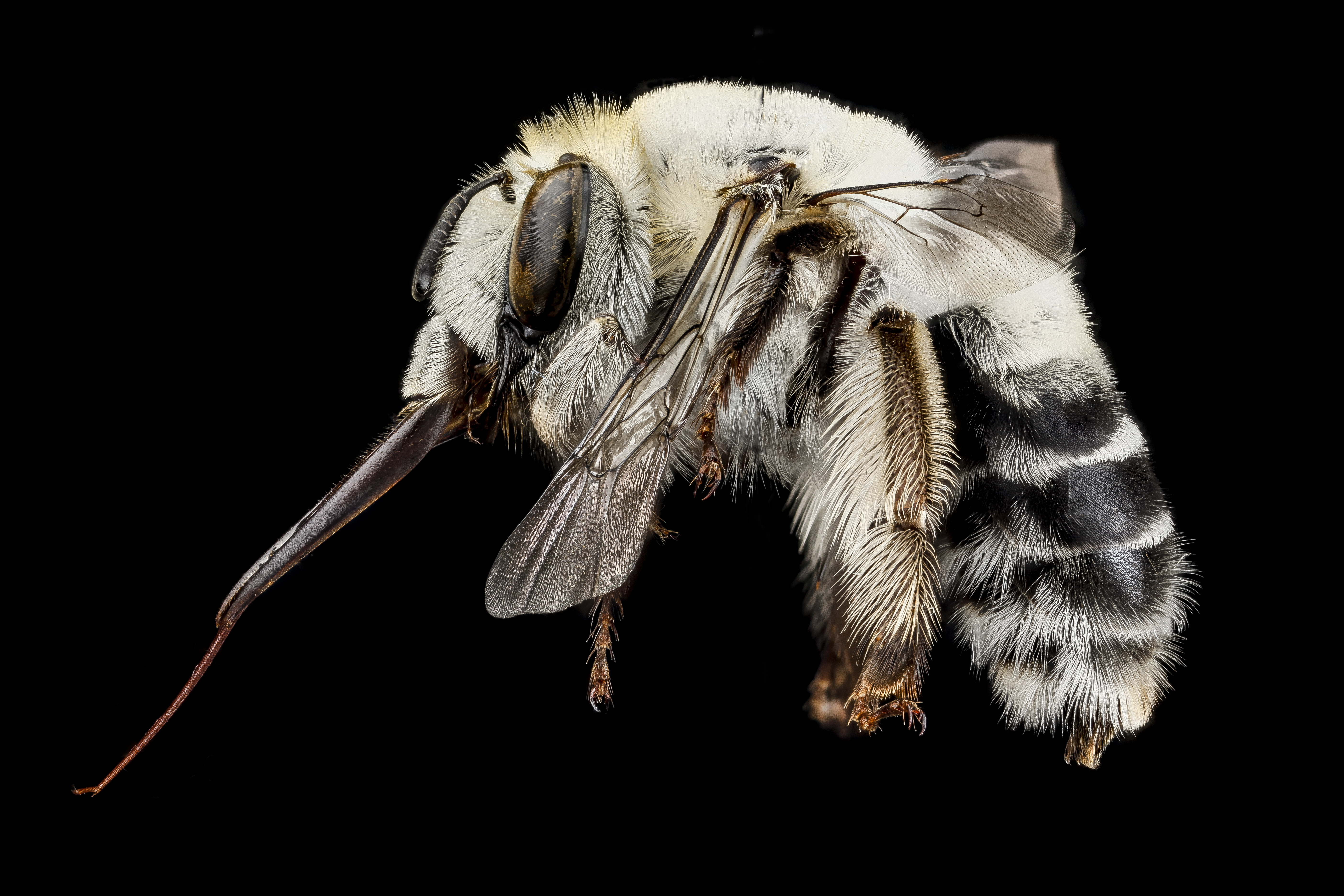
Samica porobnicy Anthophora affabilis

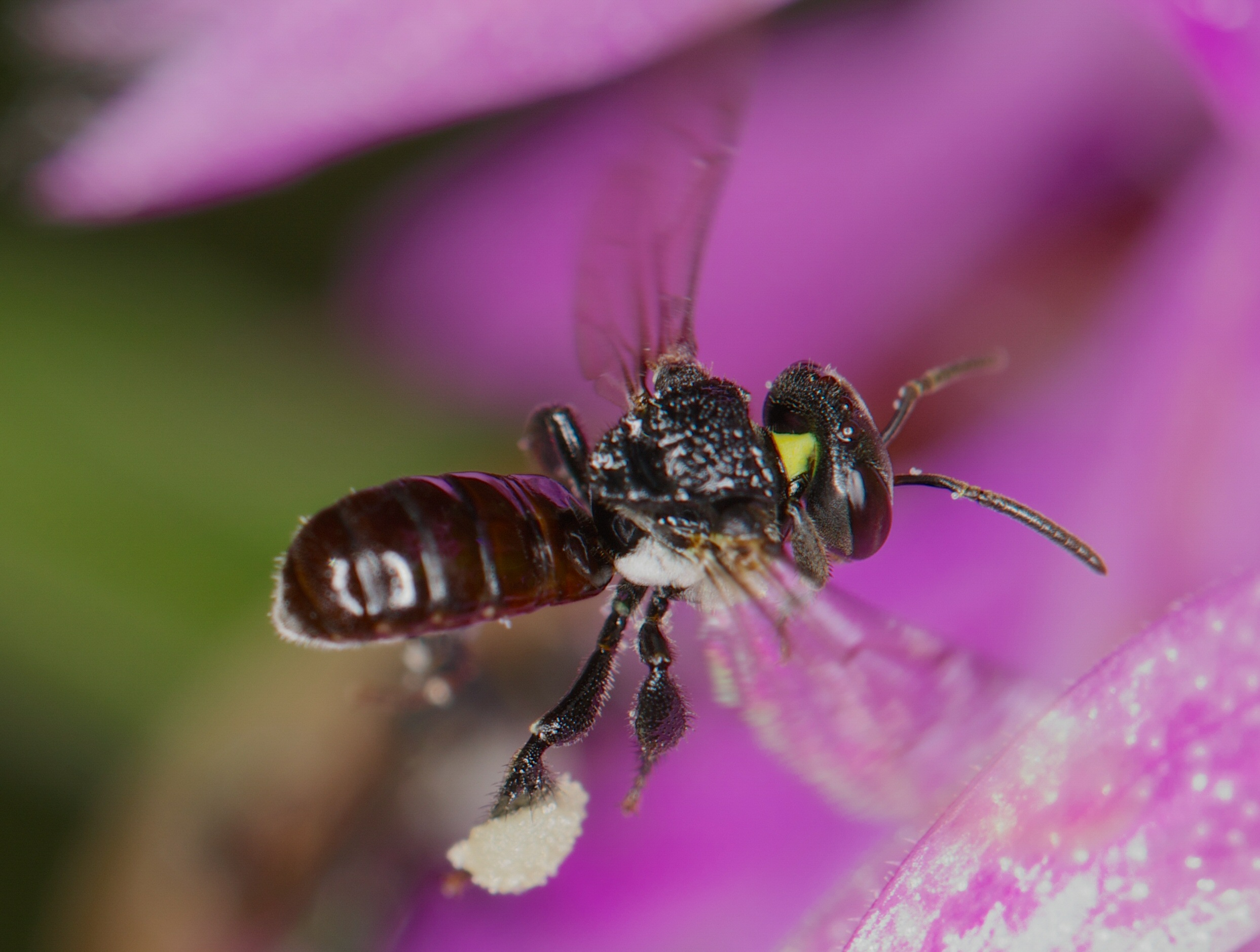
Tetragonula carbonaria

Pszczołowate (Apidae) – rodzina owadów z rzędu błonkoskrzydłych i nadrodziny Apoidea. Obejmuje ponad 5800 opisanych gatunków.

## Opis
Wskazanie cech wspólnych pszczołowatym i wyróżniających je od innych rodzin pszczół jest trudne z uwagi na zanik potencjalnych synapomorfii w części linii ewolucyjnych. U większości pszczołowatych dolno-boczne części nadustka, a często także boczne części wargi górnej są podgięte ku tyłowi. Nadustek u większości z nich jest wypukły. Narządy gębowe zwykle cechuje obecność grzebyka osadzonego we wklęsłości na przedwierzchołkowej części pieńka szczęk. Rowek episternalny zwykle jest krótki. Bardziej charakterystyczne cechy znaleźć można w budowie wewnętrznej. U innych pszczół na każdy jajnik przypadają 3 owariole, a na każde jądro 3 kanaliki nasienne, natomiast u pszczołowatych liczba ta wynosi 4 lub więcej i jedynym wyjątkiem są niektóre robotnice z rodzaju Apis, u których to liczba owarioli wynosi od 2 do 12. Pszczołowate o przebadanym układzie krwionośnym mają 5 par ostiów w metasomalnym odcinku serca, co wyróżnia je od spójnicowatych, które mają 6 par.

## Biologia i ekologia
Wśród pszczołowatych znaleźć można gatunki o różnorodnej biologii i zachowaniu. Większość prowadzi samotniczy tryb życia, ale około 20% gatunków cechują zachowania społeczne. Niektóre wykazują eusocjalność i tworzą roje złożone z kast o różnych funkcjach. Wiele gatunków buduje gniazda, w których rozwijają się larwy, przy czym ich rozwój może zachodzić w specjalnych komórkach lęgowych. Gniazda mogą być wykopywane w ziemi, wygryzane w drewnie, zakładane w już istniejących przestworach lub budowane w terenie otwartym. Larwy mogą być zaopatrywane w pokarm na bieżąco lub też jaja są pozostawiane z wystarczającą ilością pokarmu na cały rozwój larwy. Liczne gatunki to kleptopasożyty lub pasożyty społeczne, wykorzystujące gniazda innych pszczół.
Wszystkie gatunki są uzależnione od pokarmu kwiatowego: pyłku i nektaru. Pozyskując go odgrywają bardzo ważną rolę w krzyżowym zapylaniu roślin. Pszczoła miodna została udomowiona przez człowieka celem pozyskiwania miodu i wosku. Celem wykorzystania do zapylania roślin uprawnych udomowiono w ostatnim czasie również niektóre trzmiele (rodzaj Bombus).

## Systematyka
Rodzina pszczołowatych (Apidae) była na przestrzeni lat różnorodnie definiowana. Najszersza definicja obejmowała wszystkie pszczołokształtne (klad Anthophila). Inne ograniczały je do wszystkich pszczół długojęzyczkowych lub wszystkich pszczół długojęzyczkowych i spójnicowatych. Odmienne klasyfikacje zawężały pszczołowate do odpowiedników obecnych Apinae, tylko pszczół wyposażonych w koszyczki (ang. crobiculate Apidae), albo wręcz do samego rodzaju Apis, czyniąc pszczołowate taksonem monotypowym. Często jako odrębne od pszczołowatych traktuje się porobnicowate, obejmujące m.in. koczownicowate i zadrzechniowate. Swego czasu w rangach odrębnych rodzin wyróżniano też np. zadrzechniowate, trzmielowate, kornutki, Emphoridae, Meliponidae czy Ctenoplectridae.
Współcześnie zwykle stosuje się opartą na analizach filogenetycznych systematykę za pracą „Bees of the World” Michenera, którą przedstawiono poniżej. Monofiletyzm tak definiowanych pszczołowatych potwierdza m.in. molekularna analiza filogenetyczna z 2013 roku uwzględniająca próbki z ponad 1300 gatunków pszczół. Zgodnie z jej wynikami rodzina ta stanowi grupę siostrzaną miesierkowatych. Tak definiowane pszczołowate stanowią jedną z najbardziej różnorodnych gatunkowo grup pszczół oraz obejmują najwięcej ich plemion. Do 2010 roku opisano 5836 ich gatunków, zgrupowanych w 231 rodzajach, w tym 22 rodzaje i 87 gatunków wymarłych.

### Podział systematyczny według Michenera
Michener (2000) dzieli rodzinę pszczołowatych na podrodziny i plemiona:
- Apinae – pszczoły właściwe
  - Ancylaini
  - Anthophorini – porobnice[5]
  - Apini – pszczoły żądlące[5]
  - Bombini – trzmielowate[8], trzmielowate właściwe[5]
  - Centridini
  - Ctenoplectrini
  - Emphorini
  - Ericrocidini
  - Eucerini – kornutki[5]
  - Euglossini – długojęzyczkowate[5]
  - Exomalopsini
  - Isepeolini
  - Melectini – brzęczki[5]
  - Meliponini – pszczoły bezżądłowe[5]
  - Osirini
  - Protepeolini
  - Rhathymini
  - Tapinotaspidini
  - Tetrapediini
- Nomadinae – koczownicowate[5]
  - Ammobatini – cygi[5]
  - Ammobatoidini – trutnicówki[5]
  - Biastini – podsobki[5]
  - Brachynomadini
  - Caenoprosopidini
  - Epeolini – mamrzyce[5]
  - Hexepeolini
  - Neolarrini
  - Nomadini – koczownice[5]
  - Townsendiellini
- Xylocopinae – zadrzechniowate[5]
  - Allodapini
  - Ceratinini – rożyce[5]
  - Manueliini
  - Xylocopini – zadrzechnie[5]